# The Invisible Band
The Invisible Band es el tercer álbum de estudio de la banda escocesa Travis. El título del álbum refleja la sensación de la banda de que su música es más importante de lo que hace la banda. El título puede ser una alusión a Adam Smith, apodado "invisible hand" (mano invisible). 
Francis Healy, el vocalista de la banda, también mencionó que el título hace referencia a las bandas que se escuchan en la radio pero el público solo conoce sus canciones y no la banda, así como de no saber qué aspecto tienen. 
El álbum pasó sus primeras cuatro semanas en el #1 en el Reino Unido, y se vendieron en 4 semanas, lo que el álbum precedente, "The Man Who", logró en 26.

## Lista de canciones
Todos los temas escritos por Francis Healy.
1. "Sing" – 3:48
2. "Dear Diary" – 2:57
3. "Side" – 3:59
4. "Pipe Dreams" – 4:05
5. "Flowers in the Window" – 3:41
6. "The Cage" – 3:05
7. "Safe" – 4:23
8. "Follow the Light" – 3:08
9. "Last Train" – 3:16
10. "Afterglow" – 4:05
11. "Indefinitely" – 3:52
12. "The Humpty Dumpty Love Song" – 5:02
  - "Ring Out the Bell" (Estados Unidos versión inédita)
  - "You Don't Know What I'm Like" (versión inédita EE. UU.)

- Datos: Q2483674